# Kościół Najświętszego Serca Pana Jezusa w Dusznikach-Zdroju
Kościół Najświętszego Serca Pana Jezusa – rzymskokatolicki kościół filialny należący do parafii św. Franciszka i św. Leonarda w Dusznikach-Zdroju znajdującej się w dekanacie Kudowa-Zdrój w diecezji świdnickiej.
Świątynia znajduje się w dzielnicy uzdrowiskowej miasta, na stoku góry, na tarasie. Decyzja o budowie kościoła została podjęta w 1897 roku. Prace budowlane rozpoczęły się w 1899 roku i zostały zakończone w 1902 roku. Budowla posiada wyposażenie z czasów budowy. We wnętrzu należy zwrócić uwagę na piękny, stary witraż w prezbiterium, związany tematycznie z wezwaniem świątyni. W dniu 10 maja 1945 roku kościół został uszkodzony przez działania wojenne. Stacjonujący w klasztorze Franciszkanów oddział kawalerii łotewskiej, będący w służbie niemieckiej, uciekając w kierunku Czechosłowacji, chciał odwrócić uwagę wkraczającej do Dusznik-Zdroju Armii Czerwonej. Została wtedy zdetonowana amunicja w hali spacerowej. Po wybuchu zostały zniszczone m.in. wieża świątyni oraz okna z pięknymi witrażami. Po roku zniszczenia zostały naprawione. Do dziś można rozpoznać uzupełnienia po odmiennym kolorycie cegieł.

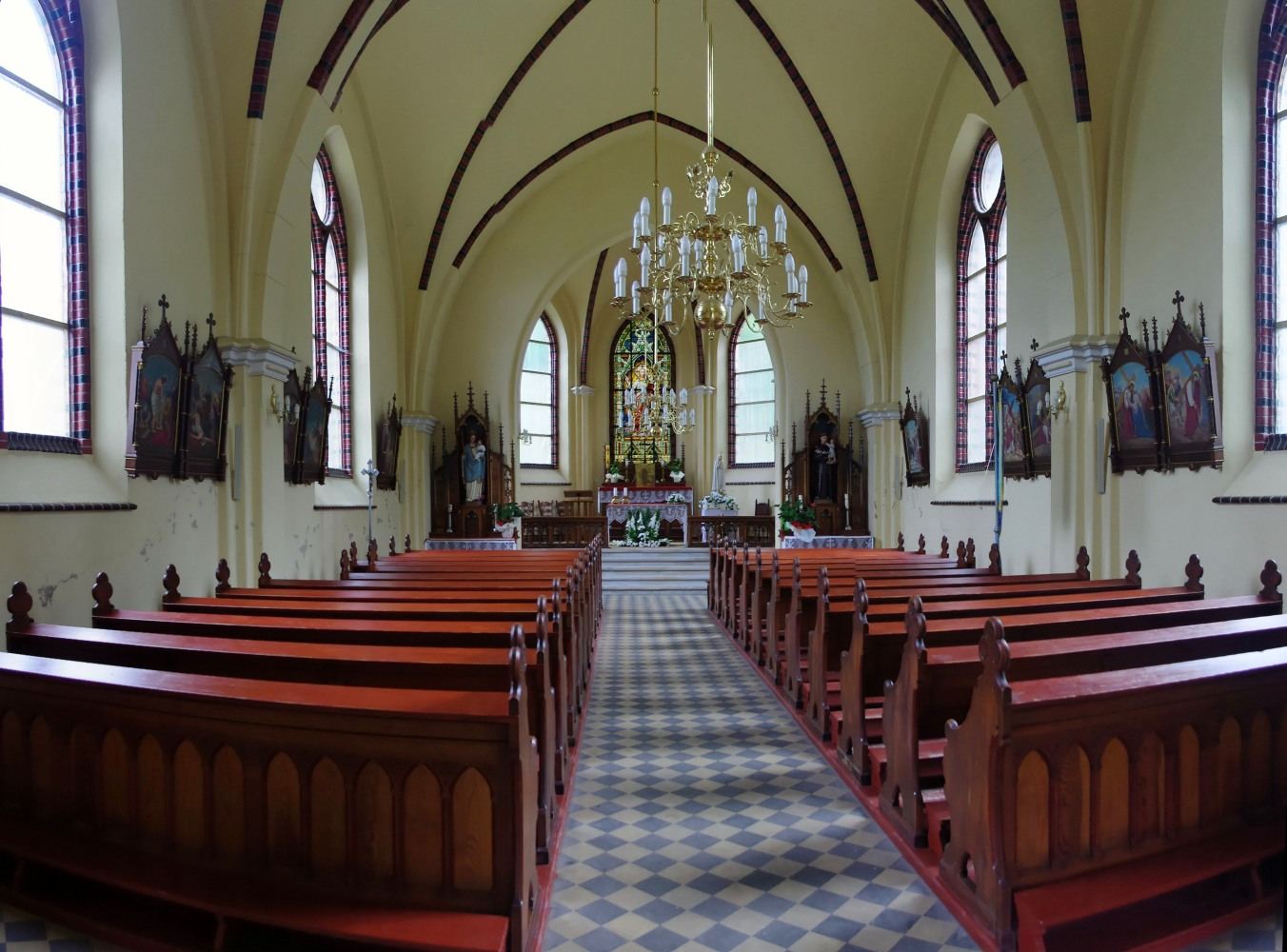
Wnętrze kościoła